# Louis-Antoine Pirot
Pour les articles homonymes, voir Pirot (homonymie).
Louis-Antoine Pirot (Dijon, 4 décembre 1870-Trois-Épis, 9 août 1939), est un officier de marine français.

## Biographie
Il entre à l'École navale en octobre 1888 et en sort aspirant de 1re classe en octobre 1891. Il sert alors sur la Naïade dans l'escadre de l'Atlantique puis comme aspirant de majorité à l'escadre du Nord sur le Suffren. Promu enseigne de vaisseau (octobre 1893), il est envoyé à Brest comme adjoint au commandant des torpilleurs en essais puis sert sur le transport Nive en Extrême-Orient. Il passe ensuite à l'escadre du Nord sur le contre-torpilleur Cassini (1896) et embarque en 1897 sur le vaisseau-école des torpilles Algésiras dont il sort breveté torpilleur pour servir sur le cuirassé Carnot dans l'escadre de la Méditerranée en tant que second du service torpilles. 
Lieutenant de vaisseau (octobre 1900), commandant des torpilleurs en réserve à la défense mobile de Brest, il prend part en 1900 à la campagne de Chine sur le Friant (fi). Passé sur la Dévastation (1901), il commande un torpilleur à la défense mobile de Brest puis sert comme officier de manœuvre et secrétaire archiviste de l’École des marins torpilleurs sur le Magenta (1903). 
Second du Léger à la division navale d'Algérie (1907), il commande à Oran un petit torpilleur numéroté puis, en 1909, un groupe des torpilleurs 274-328. Élève de l'École supérieure de Marine (1910), il en sort breveté et est envoyé comme officier de manœuvre sur le cuirassé Saint-Louis à l'escadre de la Méditerranée. Il obtient alors un témoignage de satisfaction pour son efficacité lors de la catastrophe du cuirassé Liberté en rade de Toulon le 25 septembre 1911. 
Officier de manœuvre du Bouvet (1912), commandant du contre-torpilleur Spahi en armée navale (1913), il sert comme officier d'ordonnance du ministre de la Marine en 1914. Sous-chef de cabinet (1915), capitaine de frégate (mai 1915), il devient chef d'état-major de la division des bases d'Orient en 1916 et mérite en juillet un témoignage de satisfaction pour les services exceptionnels qu'il a rendus lors de l'évacuation de l'armée serbe. Cité à l'ordre de l'armée (août 1917) pour l'efficacité de son action dans le transport et le ravitaillement de l'armée française d'Orient, il est choisi par l'amiral Salaün, en 1918, comme directeur du Service des patrouilles maritimes à la Direction générale de la guerre sous-marine puis passe en fin d'année chef de la section marine au sous-secrétariat d’État aux Stocks de guerre. 
Promu capitaine de vaisseau en mars 1920, il commande l'année suivante le cuirassé Bretagne comme capitaine de pavillon de Salaün à l'escadre de la Méditerranée. Auditeur au Centre des hautes études navales (octobre 1924), nommé contre-amiral (décembre), il devient chef adjoint puis chef du cabinet militaire du ministre avant de prendre les commandes à Toulon de la 3e division légère puis de la 1re escadre légère (1926) et de la 2e escadre en 1927. 
En juin 1928, il commande la 1re escadre et est promu vice-amiral en novembre ainsi que préfet maritime de Brest. Transféré dans les mêmes fonctions à Toulon en juillet 1930, il prend sa retraite en décembre 1932. 
Astronome réputé, on lui doit une étude sur l'éclipse de Soleil du 17 avril 1912 et un article dans le Journal de l'Observatoire : Observations d'occultations d'étoiles par la Lune à Toulon (Observatoire  de  la  Marine) (J.O., 16, 90,  1933).
Après son passage en deuxième section, il entre au Conseil de l'observatoire de Paris (juin 1934) et au Bureau des longitudes. Il était depuis 1922 membre de l'Union astronomique internationale. 

## Distinctions
- Grand officier de la Légion d'honneur (1er juillet 1931)
  -  Commandeur de la Légion d'honneur (12 juillet 1926)
  -  Officier de la Légion d'honneur (26 janvier 1916)
  -  Chevalier de la Légion d'honneur (31 décembre 1904)
- Croix de guerre 1914–1918 (1917)
- Médaille commémorative de l'expédition du Tonkin
- Officier d'académie (1914)